# ارزیابی خطر خودکشی

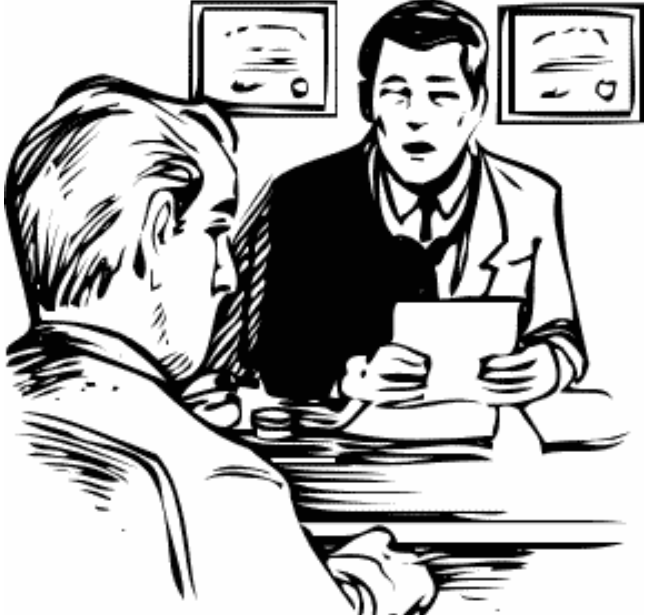
یک مرد در حال ارزیابی جدیت خودکشی به روش رودرو

هرگونه ارزیابی یا آزمون خطر خودکشی از نظر اخلاقی و به صورت بالینی کاری سخت است. باید در نظر داشت که «پیش‌بینی خودکشی» یک موضوع بالینی و در عین حال حقوقی است؛ بدین معنی که درست است که متخصصین می‌بایست قادر باشند تا برای پیشگیری از خودکشی بیمار، اقدام‌های لازم برای پیش‌بینی رفتار خطر آفرین فرد را به انجام برسانند، اما در عین حال می‌بایست به آزادی‌هایی که قانون برای فرد تعیین کرده نیز احترام گذاشته شود؛ به نحوی که حقوق وی پایمال نشود. در حقیقت اگر متخصص بالینی به دنبال یک پیش‌بینی و در نتیجه پیش‌گیری دقیق و قابل دفاع از نظر قانونی باشد، می‌بایست از ابزار درست و قابل دفاع بهره گیرد. با این حال گفته می‌شود که دقت در پیش‌بینی اموری با نسبیت پایین همچون خودکشی منجر به مثبت کاذب می‌شود؛ یعنی شخص سالم، به اشتباه بیمار تشخیص داده شود. بیش‌تر آزمون‌های سنجش خطر خودکشی بدین منظور از بیمار گرفته می‌شود تا مشخص شود که دوره‌های درمانی و بالینی وی تا چه اندازه تأثیرگذار بوده‌اند.

## در عمل
افراط و تفریط در زمینه اهمیت دادن به خطر خودکشی خود خطرناک است. حساسیت بیش از اندازه نسبت به خطر خودکشی عواقب وخیمی دارد که از آن جمله می‌توان به هدر رفت منابع اندک روان‌درمانگاه‌ها و نیز نادیده گرفته شدن حقوق فرد خودکش اشاره کرد. از سوی دیگر عدم تشخیص به موقع خطر خودکشی به واسطه کم‌کاری تیم بالینی و متخصصین سبب زیر سؤال رفتن اعتبار روان‌درمانگاه‌ها می‌شود. برخی نگرانند که پرسش از فرد در رابطه با اینکه آیا به خودکشی فکر می‌کند یا نه خود کارایی بشود در جهت اینکه فرد واقعاً خودکشی کند. حال آنکه چنانچه این پرسش قبلاً به سبب کمک به فرد پرسیده شود، منجر به خودکشی وی نخواهد شد. از جمله مسائلی که حتماً می‌بایست مورد ارزیابی قرار گیرند می‌توان به پیش‌آگهی رفتار منجر به خودکشی فرد، استرس‌زاهای زندگی او همچون از دست دادن شغل، مرگ نزدیکان و تغییر محل زندگی، نشانگان‌های روانی فرد، نامیدی، نوع تفکرهای خودکشی، رفتارهای تکانشی و مهار خود و کاراهای حمایت‌کننده اشاره کرد.
در ارزیابی خطر خودکشی می‌بایست بین موقعیت بحرانی و مزمن تفاوت قائل شد. موقعیت بحرانی زمانی است که به طول مثال به تازگی در زندگی فرد حادثه تلخی رخ داده باشد که منجر به خودکشی او شود. درحالی که موقعیت مزمن زمانی است که فرد دچار یک اختلال روانی باشد یا از نظر اجتماعی دچار مشکلاتی باشد. برایان و راد در سال ۲۰۰۶ مدلی ارائه کردند که گونه‌های خطر خودکشی را به ۴ طبقه دسته‌بندی کرده‌است: پایه‌ای، بحرانی، خطر بالای مزمن و خطر بالای مزمن همراه با خطر بحرانی پیشرونده. همچنین سطوح خطر خودکشی نیز به ۴ طبقه کم، متوسط، زیاد و شدید طبقه‌بندی شده که متخصصین می‌بایست بر همین اساس تشخیص‌گذاری کنند.

## ابزارهای سنجش

### آزمون افکار خودکشی
آزمون افکار خودکشی (SSI) در سال ۱۹۷۹ توسط آرون تمکین بک، ماریا کواکس و آریلین وایزمن و به جهت تعین شدت افکار خودکشی تهیه شد. این آزمون برای متخصصین بالینی تهیه شد تا در مصاحبه‌های نیمه‌ساختارمند مورد بهره‌برداری قرار گیرد. این آزمون شامل ۱۹ مورد می‌شود که هر کدام از ۰ تا ۲ امتیاز دارند و مجموع امتیازات آن از ۰ تا ۳۸ است. این ۱۹ مورد نیز خود به ۳ دسته طبقه‌بندی شده‌اند که عبارتند از: «تمایل بالفعل برای خودکشی، آمادگی و تمایل بالقوه برای خودکشی.» پژوهش‌های اولیه بر روی این آزمون نشانگر یک پایایی و روایی بالا بودند.
نسخه دیگری از این آزمون به نام نسخه بهبود یافته آزمون افکار خودکشی (MSSI) توسط میلر و همکارانش تهیه شد که شامل ۱۳ مورد از آزمون قدیمی و ۵ مورد اضافه شده به آن است. تغییراتی که در آزمون افکار خودکشی داده شد، پایایی و روایی آن را به شدت افزایش داد. همچنین امتیازدهی آن نیز از ۰ تا ۳ در نظر گرفته شد که مجموع امتیازات آن را از ۰ تا ۵۴ می‌رساند. در نسخه تجدید نظر شده این آزمون همچنین به دو کارای مهم یعنی افکار خودکشی و برنامه‌ریزی (آمادگی) برای خودکشی پرداخته شده‌است. این آزمون همچنین در زمینه تمیز قایل شدن میان گروه‌های مختلف خودکش‌ها نیز بهتر از بقیه آزمون‌ها عمل کرده‌است.

### آزمون قصد خودکشی
آزمون قصد خودکشی (SIS) برای این به وجود آمد تا میزان شدت خطر تلاش‌های فرد برای خودکشی را بسنجد. این آزمون شامل ۱۵ پرسش ۰ تا ۲ نمرده‌ایست که علاوه بر قصد خودکشی، میزان خطر تمهیداتی که خودکش برای انجام عمل خودکشی تدارک دیده را نیز می‌سنجد. پایایی و روایی این آزمون بالاست. خودکشی‌های صورت‌گرفته (خودکشی موفق) از نظر تدارکات از شدت خطر بیشتری نسبت به تنها اقدامات صورت گرفته برای خودکشی در این آزمون برخوردار بوده‌اند. شایان ذکر است که نمی‌توان «قصد» فرد در خودکشی‌های موفق را اندازه‌گیری کرد. , به علاوه آن‌ها که چندین بار اقدام به خودکشی کرده بودند نسبت به آن‌ها که تنها یک بار اقدام به خودکشی کرده بودند امتیاز بیشتری در این آزمون گرفتند. باید توجه داشت که ۴۰ تا ۶۰ درصد خودکشی‌های موفق در همان بار نخست به نتیجه می‌رسند. در پژوهش‌های مربوط به خودکشی‌شناسی بیش‌تر روی افرادی که از اقدام به خودکشی جان سالم به در برده‌اند تمرکز می‌شود؛ چراکه آن‌ها برای گفتن داستان زندگیشان حاضر هستند. همچنین تفاوت عمده‌ای بین کسانی که در بار نخست موفق به خودکشی می‌شوند با آن‌ها که در دفعات بعد موفق به انجام این کار می‌شوند وجود دارد.

### پرسشنامه درک تأثیر رفتار خودکشی‌مآبانه
پرسشنامه درک تأثیر رفتار خودکشی‌مآبانه (SABCS) که یک ابزار خودگزارشی ۶ موردی است، بر مبنی نظریه‌های روانشناسی ایجاد شده تا هم اهداف تحقیقی و پژوهشی را پوشش دهد و هم اهداف درمانی و بالینی. طی ۴ پژوهش صورت گرفته روی این آزمون مشخص شده که این آزمون از نظر تجربی قابل اعتماد است؛ چراکه مباحث سه‌گانه تأثیر خودکشی، رفتار خودکشی‌مآباانه و ادراک‌های مربوط به خودکشی را در کنار هم و در یک سازه مستقل ارزه می‌کند. این نخستین آزمونی بود که تحت نظریه کلاسیک آزمون (classical test theory) و نظریه مورد-پاسخ (item response theory) در روان‌سنجی به وجود آمد. روایی درونی این آزمون بالاست و نیز ابزار بهتری برای سنجش رفتارهای خودکشی‌مآبانه در آینده و به‌طور کل است.

### پرسشنامه رفتارهای مرتبط با خودکشی
پرسشنامه رفتارهای مرتبط با خودکشی (SBQ) که یک پرسشنامه خودگزارشی است توسط لینه‌هان در سال ۱۹۸۱ به وجود آمد. در سال ۱۹۸۸ این پرسشنامه که پرسش‌های آن کمی بلند و کسل‌کننده بود، به ۴ پرسش کوتاه تقلیل یافت که می‌شود در ۵ دقیقه به آن پاسخ گفت. سنچه این پرسشنامه لیکرتی است که بر اساس داده‌هایی از پرسشنامه بلند اولیه تهیه شده‌است. این پرسشنامه برای بزرگسالان تهیه شده و نتایج آن با دیگر آزمون‌ها همچون آزمون افکار خودکشی همبستگی دارد. این پرسشنامه از آنجایی که تنها ۴ پرسش دارد، بسیار متداول و بهره‌گیری از آن آسان است اما همین نقطه ضعف آن نیز به‌شمار می‌آید؛ چرا که نمی‌تواند داده‌های جزیی به دست دهد.

### پرسشنامه جهت‌گیری زندگی
پرسشنامه جهیت‌گیری زندگی (LOI) در واقع یک آزمون خودگزارشی است که در دو نسخه ۳۰ و ۱۱۰ پرسشی ارائه شده‌است. هر دو گونه این آزمون لیکرتی ۴ مشخصه را سنجش می‌کنند اما در نسخه مفصل این ۴ مشخصه به ۶ زیرگروه دیگر تقسم می‌شود که عبارتند از آسیب‌پذیری حرمت نفس، ارزش‌دهی پیش از حد، اجبار به غم‌خواری، سلطه مؤثر، دورافتادگی و قابلیت دفاع دربرابر خطر خودکشی. پایایی و روایی این آزمون بالاست و ثابت شده که می‌تواند بین اشخاص مهارشدنی، افسرده، با افکار خودکشی (در حد متوسط) و با خطر خودکشی (در حد بالا) تمیز قایل شود. این آزمون همچون آزمون شخصیت مینه‌سوتا (MMPI) دارای ۳ نشانگر پایایی است. با این همه این آزمون دیگر چاپ نمی‌شود. گفته می‌شود که این آزمون از منظر بالینی و فردی معتبر نیست؛ چراکه افراد خودکش عموماً منطقی فکر نمی‌کنند و حافظه مربوط به زندگی خود (حافظه بیوگرافی) آن‌ها در بیش‌تر موارد آسیب‌دیده‌است. این همان تأثیری است که افسردگی بر حافظه و استرس بر هیپوکامپوس دارد.

### پرسشنامه دلایل زندگی
پرسشنامه دلایل زندگی (RFL) بر پایه این نظریه به وجود آمد که برخی افکار ممکن است سبب ملایم‌تر شدن رفتارهای خودکشی‌مآبانه یا حتی افکار خودکشی در فرد بشوند. این آزمون در سال ۱۹۸۳ توسط لینه‌هان و همکارانش پدید آمد و شامل ۴۸ پرسش است که هر کدام در مقیاس لیکرتی از ۱ تا ۶ امتیاز دارند. این آزمون شامل ۶ زیرمجموعه است که عبارتند از باورهای مربوط به کنار آمدن با زندگی، مسوولیت نسبت به خانواده، مسوولیت نسبت به فرزند، ترس از خودکشی، ترس از پی‌آمدهای اجتماعی و تعارض‌های اخلاقی. نمره‌های این آزمون معدل کل سؤال‌ها به اضافه معدل هر زیرمجموعه بیان می‌شود. با وجود آنکه این آزمون پایا و رواست، اما همچنان برای اهداف پژوهشی و نه بالینی از آن بهره‌برداری می‌شود. آزمون‌های دیگری همچون آزمون دلایل دانشجویان برای زندگی و آزمون خلاصه دلایل زندگی نیز از روی این آزمون تهیه شده‌اند. آزمون دلایل زندگی دانشجویان در واقع جایگزین زیر مجموعه مسوولیت خانوادگی است. آزمون خلاصه دلایل زندگی شامل تنها ۱۲ پرسش یا مورد از پرسشنامه دلایل زندگی است.

### آزمون جهانی پرستاران برای ارزیابی خودکشی
آزمون جهانی پرستاران برای ارزیابی خودکشی (NGASR) توسط کاتکلیف و بارکر در سال ۲۰۰۴ به وجود آمد تا بر خلاف آزمون‌های پیچیده که گرفتن آن‌ها کار یک روان‌درمانگر حرفه‌ایست، پرستاران و مبتدیان ارائه دهنده خدمات روانی نیز بتوانند خطر خودکشی ر در فرد تشخیص دهند. ۱۵ مورد توسط این آزمون سنجیده می‌شود که از آن میان می‌توان به «نشانگرهای برنامه‌ریزی برای خودکشی» با امتیاز ۳ یا «پیش‌آگهی سایکوز» با امتیاز ۱ اشاره کرد. در کل ۲۵ امتیاز در این آزمون در نظر گرفته شده‌است که ۵ به پایین برابر است با ریسک خودکشی کم، ۶ تا ۸ برابر است با ریسک خودکشی متوسط، ۹ تا ۱۱ برابر است با ریسک خودکشی زیاد و ۱۲ به بالا برابر است با ریسک خودکشی بسیار زیاد. ارزش‌گذاری بر پایه رابطه علمی اثبات شده هر مورد با خودکشی صورت می‌گیرد. با این حال باید گفت که پایایی و روایی این آزمون به‌طور آزمایشی و علمی مورد بررسی قرار نگرفته‌است.

## کاراهای مربوط به مردم‌نگاری
در کشور ایالات متحده نرخ خودکشی ۱۱٫۳ تن در هر ۱۰۰٬۰۰۰ تن است.

### سن
در این کشور بیش‌تر خودکشی‌ها مربوط به بزرگسالان و افراد مسن‌تر است. در آمریکا مردان مسن سفیدپوست جزء بیش‌ترین مرتکبان خودکشی هستند. برای آمریکاییان بالای ۶۵ سال نرخ مرگ و میر ناشی از خودکشی در هر ۱۰۰٬۰۰۰ تن ۱۱٫۵ است. همچنین در این کشور نرخ خودکشی نوجوانان بسیار بالاست. به‌طور مثال در هر ۱۰۰٬۰۰۰ تن بین سنین ۱۰–۱۴ سال نرخ خودکشی ۰٫۹ تن است.

### جنس
جمهوری خلق چین و سائوتومه و پرنسیپ تنها نقاطی در جهان هستند که آمار خودکشی زنان از مردان در آن‌ها بیش‌تر است.
در ایالات متحده خودکشی مردان ۴٫۵ برابر زنان است. در این کشور احتمال خودکشی مردان سنین ۱۵ تا ۱۹ سال ۵ برابر و مردان سنین ۲۰ تا ۲۴ سال ۶ برابر زنان است. بر پایه تحقیقات گلدن، مایو و گدس، زنان در این کشور بیش از مردان با مصرف بیش از حد دارو خودکشی می‌کنند. خطر خودکشی دوجنسه‌ها نیز بیش‌تر از تک‌جنسه‌هاست. در بیش‌تر این موارد استرس مزمن (بیش از ۲٫۵ سال) به همراهی کاراهای دیگر سبب‌ساز خودکشی در افراد است.

### قومیت و فرهنگ
در آمریکا قفقازیان و سرخ‌پوستان بالاترین نرخ خودکشی را دارند. سیاه‌پوستان نرخ متوسط و اسپانیایی‌تباران نیز کم‌ترین نرخ خودکشی را دارند. با این حال مردان آمریکایی اصیل ۱۵ تا ۲۴ سال بالاترین نرخ خودکشی را دارند.
در استرالیا نیز به‌طور مشابهی نرخ خودکشی بومیان به ویژه مردان جوانشان از مردان سفیدپوست استرالیایی بیش‌تر است؛ ویژگی‌ای که مربوط است به به حاشیه رانده شدن اجتماعی، ترومای نسل بعدی بودن و نرخ بالای اعتیاد به الکل. در اینجا نیز افسردگی و استرس پایه‌های خودکشی هستند.

### وضعیت تأهل
خطر خودکشی در مردان تنها، یا زنان و مردان بیوه بیش‌تر است. مردان مجرد سفیدپوست نیز احتمال خودکشی بالاتری دارند. باز هم تأکید می‌شود که استرس و افسردگی دو کارای اصلی و اساسی در خودکشی هستند.

### جهت‌گیری جنسی
دلایل قانع‌کننده‌ای وجود دارد که ثابت می‌کند نرخ خودکشی بین همجنس‌خواه‌های زن و مرد بیش از دگرجنس‌خواهان است. در این میان، احتمال خودکشی همجنس‌خواهان زن از همجنس‌خواهان مرد و دوجنس‌خواهان بیش‌تر است. با این حال، خطر خودکشی موفق در میان همجنس‌خواهان مرد بیش‌تر از همجنس‌خواهان زن است.

## کاراهای مربوط به تاریخچه زندگی
پژوهش‌های فراوانی پی‌درپی اثبات کرده‌اند که عواملی چون خودکشی اقوام درجه یک، تجربیات تلخ دوران کودکی (همچون از دست دادن پدر و مادر، سوء استفاده عاطفی، جسمی و جنسی) و موقعیت‌های تلخ زندگی (همچون بی‌کاری، تنهایی و استرس‌زاهای روانی) با خطر اقدام به خودکشی مرتبط هستند.
حوادث اخیر زندگی برای خودکشی به منزله شتاب‌دهنده (کاتالیزور) عمل می‌نمایند. از دست رفتن روابط بین فردی و فقدان ثبات خانوادگی، سوگ و محرومیت، کاهش سطح روابط خانوادگی، خشونت خانگی از سوی شریک زندگی، جدایی و طلاق نیز از دیگر عوامل خطرزا برشمرده می‌شوند. همچنین بحران‌های اقتصادی، استرس معاش، بی‌کاری و کاهش سطح رفاه اقتصادی-اجتماعی از دیگر ماشه‌چکان‌های بحران خودکشی محسوب می‌شوند. همچنین گاهی برخی بیماری‌های مزمن مثل مبتلی شدن به ایدز و سرطان نیز ممکن است خطر اقدام به خودکشی را در فرد افزایش دهند. باید توجه داشت که استرس و هورمون‌های مربوط به آن در طول زمان موجب آسیب دیدن و از بین رفتن هیپوکامپوس در مغز می‌شود. هیپوکامپوس محل ذخیره حافظه مکانی، احساسی و اجتماعی است و در به کار اندازی حافظه موقعیتی نیز تأثیر دارد؛ بنابراین منطق و طرز فکر نادرست در رابطه با موقعیت‌ها و تصمیم‌گیری نادرست بر طبق حافظه موقعیتی می‌تواند خطر خودکشی را در فرد به شدت افزایش دهد. گفته می‌شود خود این تعجیل در تصمیم‌گیری نادرست سبب‌ساز استرس بیش‌تر می‌گردد.

## وضعیت روانی
برخی ویژگی‌های بالینی وضعیت روانی می‌توانند به عنوان پیش‌بینی‌کننده‌هایی در زمینه خودکشی عمل کنند؛ به‌طور مثال، نامیدی، یعنی رسیدن به این باور که هیچ چیز بهتر نمی‌شود، خود یکی از این ویژگی‌هاست. همچنین کاراهای دیگری چون خشم و ضدیت با دیگران، هیجانات بالا، بیم و هراس نیز با خودکشی رابطه دارند. برخی نشانگان‌های روانی همچون توهم‌های بزرگ‌نمایی شده، توهم‌های مربوط به اینکه کسی قصد ایجاد فکر در فرد را دارد و توهم‌های مربوط به اینکه کسی قصد فکرخوانی فرد را دارد نیز با نرخ بالای خودکشی در ارتباطند. همچنین توهم‌های مربوط به ستور گرفتن از مقامات بالا نیز با خودکشی رابطه دارند که البته در این مورد یافته‌های علمی همراه با ابهام هستند.
یکی دیگر از گونه‌های اختلال‌های روانی مؤثر در خودکشی، از دست دادن خود یا ایدیوزیمیا (idiozimia) نام دارد که توسط فدریکو سانچز نام‌گذاری شده‌است. (ایدیوس idios=«خود» و زیمیا zimia=«از دست دادن»). در این اختلال فرد افکار خودکشی دارد و احساس ناامیدی و از دست دادن قدرت خود بر موضوعات را دارد. عموماً این اختلال با آسیب هیپوکامپی ناشی از هورمون‌های استرس همراه است.

## افکار خودکشی
افکار خودکشی به هرگونه خیال‌پردازی، فکر کردن یا توجه به مسئله خودکشی گفته می‌شود. راه‌های گوناگونی برای ارزیابی افکار خودکشی وجود دارند؛ مثلاً اینکه آیا فرد اغلب به خودکشی می‌اندیشد یا گاهی؟ یا اینکه خیال‌پردازی وی در رابطه با موضوع یا مسئله ویژه‌ای دربارهٔ خودکشی است یا افکارش عمومیت دارند؟ همچنین بررسی دلایل و انگیزه‌های فرد برای خودکشی نیز در این حیطه جای دارد.

### نقشه خودکشی
ارزیابی خطر خودکشی شامل ارزیابی میزان کشنده بودن نقشه خودکشی و روش خودکشی و اینکه فرد تا چه اندازه به ابزار خودکشی (به‌طور مثال سلاح گرم) دسترسی دارد نیز، می‌شود. یک نقشه خودکشی ممکن است شامل مواردی چون زمان‌بندی، بررسی روش خودکشی، تدارک ابزار خودکشی، بررسی دقیق جوانب و انجام آخرین کارها (به‌طور مثال خالی کردن حساب بانکی، بخشش اموال، خداحافظی با اقوام و…) باشد. هر چه نقشه خودکشی با جزعیات بیش‌تری تدارک دیده شده باشد، خطر انجام خودکشی بیش‌تر است. وجود یک یادداشت خودکشی حاکی از تصمیم جدی‌تر فرد برای اقدام به خودکشی است. در ارزیابی خطر خودکشی همواره می‌بایست به زمان‌بندی ارائه شده در یادداشت‌هایی که احتمالاً فرد پیش از خودکشی از خود به جای می‌گذارد، دقت شود و در این رابطه با فرد گفتگو شود. در واقع هر گونه یادداشتی که فرد نوشته باشد، می‌تواند در امر ارزیابی و پیش‌بینی و در نتیجه پیش‌گیری از خودکشی بسیار سودمند باشد.

### انگیزه مردن
برای درک اینکه چرا یک فرد دست به نابودی خود می‌زند، می‌بایست در آغاز بفهمیم که انگیزه وی برای این کار چه بوده‌است؛ زیرا ممکن است فرد به دلایلی همچون حوادث اخیر زندگیش، یا عقایدش نسبت به مرگ چنین کاری صورت دهد. در حالی که فردی ممکن است به خاطر عقاید فلسفی خود دست به خودکشی بزند، دیگری شاید به سبب شرایط عاطفی سختی که پشت سر نهاده این کار را انجام دهد. انگیزه‌های خودکشی بی‌شمارند.

### دیگر انگیزه‌های خودکشی
آرزوی مرگ کردن تنها دلیل انجام خودکشی نیست. ممکن است یکی از انگیزه‌ها این باشد که فرد بخواهد با کشتن خود از دیگرانی که به وی آسیب زده و او را مورد اذیت قرار داده‌اند، انتقام بگیرد. همچنین ممکن است فرد برای پایان دادن به زجر جسمی که می‌کشد، بخواهد خود را نابود کند؛ همچون زمانی که بیماران لاعلاج برای پایان دادن به سختی و رنج ناشی از بیماری درخواست کمک برای خودکشی می‌کنند.

### دلایل زنده ماندن
یک ابزار سنجش خوب می‌بایست علاوه بر انگیزه‌ها و دلایل فرد برای مردن، انگیزه‌ها و اهدافی که باعث می‌شود فرد به زندگی علاقه داشته باشد را نیز مورد سنجش قرار دهد.

## پیش‌آگهی خودکشی
عموماً کسانی که اقدام به خودکشی می‌کنند، سابقه‌ای از آسیب زدن به خود یا خودکشی ناموفق دارند. میزان کشنده بودن روشی که فرد برای خودکشی یا خودکشی‌های پیشین خود انتخاب نموده، یک عامل تعیین‌کننده در میزان موفقیت وی برای خودکشی یا خودکشی‌های بعدی است. همچنین اینکه فرد تا چه حدی سعی داشته کسی متوجه خودکشی وی نشود نیز، عامل تعیین‌کننده دیگریست. با این حال، باید توجه داشت که هستند کسانی که به محض خطور کردن فکر خودکشی به ذهنشان این کار را می‌کنند؛ در مقابل اشخاصی که افکار خودکشی در سر می‌پرورانند اما هرگز اقدام به خودکشی نمی‌کنند.

## اختلال روانی و خطر خودکشی
همه اختلالات روانی عمده عوامل افزایش‌دهنده خطر خودکشی هستند. با این حال، ۹۰٪ خودکشی‌ها را می‌توان به آسانی به افسردگی، افسردگی اساسی، افسردگی-شیدایی (دوقطبی)، اسکیزوفرنی و اختلالات شخصیتی به ویژه اختلال شخصیت مرزی ربط داد. هم‌مرضی یا وجود بیش از یک اختلال روانی علاوه بر اختلال اصلی همچون استرس به همراه وحشت‌زدگی نیز خطر خودکشی را به شدت افزایش می‌دهد.
بی‌اشتهایی عصبی با میزان خودکشی رابطه تنگاتنگی دارد. نرخ خودکشی در افراد مبتلا به این اختلال ۴۰ برابر دیگر افراد است. در یک تحقیق مشخص شد که خطر خودکشی در میان این افراد ۱۸٪ است و در یک تحقیق دیگر ۲۷٪ مرگ مبتلایان به این بیماری از راه خودکشی بوده‌است.
نرخ خودکشی افراد مبتلا به اسکیزوفرنی در مطالعات طولی صورت گرفته بین ۱۰٪ تا ۲۲٪ برآورد شده اما در یک تحقیق تازه‌تر مرد-محور مشخص شده که ۴٫۹٪ از مبتلایان به این بیماری در طول زندگی دست به خودکشی خواهند زد که معمولاً هم در زمان حمله بیماری صورت می‌گیرد.
از جمله کاراهای خودکشی در میان مبتلایان به شیزوفرنی می‌توان به خودکشی‌های قبلی، شدت بیماری اسکیزوفرنی، افسردگی همراه یا پس از بیماری، تنهایی، و جنسیت (مردان بیش از زنان) اشاره کرد. خطر خودکشی در مبتلایان به اسکیزوفرنی که دچار اختلال شک نیز هستند و آن‌ها که به تازگی از روان‌درمانگاه مرخص شده‌اند، فزون‌تر است.
در حالی که نرخ خودکشی افراد مبتلا به اختلال خلقی در کل حدود ۱٪ است، اما مطالعات طولی انجام گرفته روی کسانی که به سبب یک بیماری روانی حاد در روان‌درمانگاه بستری شده‌اند، نشان می‌دهد نرخ خودکشی آن‌ها ۱۳٪ است. افرادی که با افسردگی اساسی دست و پنجه نرم می‌کنند ۲۰ برابر و آن‌هایی که با اختلال دوقطبی دست به گریبانند ۱۵ برابر افراد معمولی از خودکشی می‌میرند.
به ویژه افسردگانی که دچار اختلالات هیجانی، بی‌خوابی، اضطراب و دیگر اختلالات هم‌مرضی هستند، در خطر بیش‌تری از اقدام به خودکشی به سر می‌برند. هیلی در تحقیق سال ۲۰۰۹ خود متوجه شد که داروهای ضد افسردگی با خودکشی مرتبطند و مصرف‌کنندگان آن‌ها ۱۰–۱۵ روز پس از نخستین مصرف تمایل به خودکشی پیدا می‌کنند.
افرادی که تشخیص اختلال‌های شخصیتی به خصوص اختلال شخصیت مرزی، اختلال شخصیت ضد اجتماعی یا اختلال شخصیت خودشیفته گرفته‌اند بیش‌تر در معرض خطر خودکشی هستند. از جمله دیگر کاراهایی که در خودکشی این دسته از بیماران در کار است می‌توان به جوانی، اعتیاد، تغییر آنی مزاج، تجاوز جنسی در کودکی، ویژگی‌های شخصیتی تکانشی و ضد اجتماعی و کاهش یا قطع روان‌درمانی به‌طور مثال مرخصی از روان‌درمانگاه اشاره کرد. با اینکه ممکن است برخی افراد مبتلا به اختلال‌های شخصیتی برای جلب توجه دیگران تهدید به خودکشی کنند، اما چنانچه فرد سکوت کند، بی اشتیاق بشود، از روند درمان کناره بگیرد، ناامید شود یا هیچ خواسته‌ای مطرح نکند می‌بایستی تهدیدش جدی گرفته شود.
نرخ خودکشی افرادی که در گذشته سوءمصرف الکل فراوانی داشته‌اند نیز بالاست؛ چراکه مسمومیت با الکل خود یک روش خودکشی است و علاوه بر آن در بیش‌تر مواردی که معتادین به الکل جان داده‌اند، ناشی از مصرف بیش از حد آن بوده‌است.

## مطالعه بیش‌تر
- Bongar, Bruce (1991). The Suicidal Patient: Clinical and Legal Standards of Care. Washington, DC: American Psychological Association. ISBN 1-55798-109-4  Superseded by 2nd edition (2002), although fundamental issues remain unchanged{{cite book}}:  نگهداری CS1: پست اسکریپت (link)
- Bongar, Bruce (2002). "The Suicidal Patient: Clinical and Legal Standards of Care" (2nd ed.). Washington, DC: American Psychological Association  By comparing this text with earlier edition, unchanging fundamentals can be identified {{cite journal}}: Cite journal requires |journal= (help)نگهداری CS1: پست اسکریپت (link)
- Bouch, Joe; Marshall, James (2005). "Suicide risk: structured professional judgement". Advances in Psychiatric Treatment. 11 (2): 84–91. doi:10.1192/apt.11.2.84. Retrieved 20 November 2010{{cite journal}}:  نگهداری CS1: پست اسکریپت (link)
- Rudd, M. David; Joiner, Thomas; Rajab, M. Hasan (2001).  David H. Barlow. Series (ed.). "treating+suicidal+behavior"#v=onepage&q&f=false Treating Suicidal Behavior: An Effective, Time-Limited Approach. Treatment Manuals for Practitioners. New York: Guilford Press. ISBN 1-57230-614-9. Retrieved 20 November 2010  Paperback ISBN 1-59385-100-6{{cite book}}:  نگهداری CS1: پست اسکریپت (link)
- Jobes, D. A. (2006). Managing suicidal risk: A collaborative approach. New York, NY: Guilford Press.ISBN 1593853270